# Friedrich Wilhelm Pestel

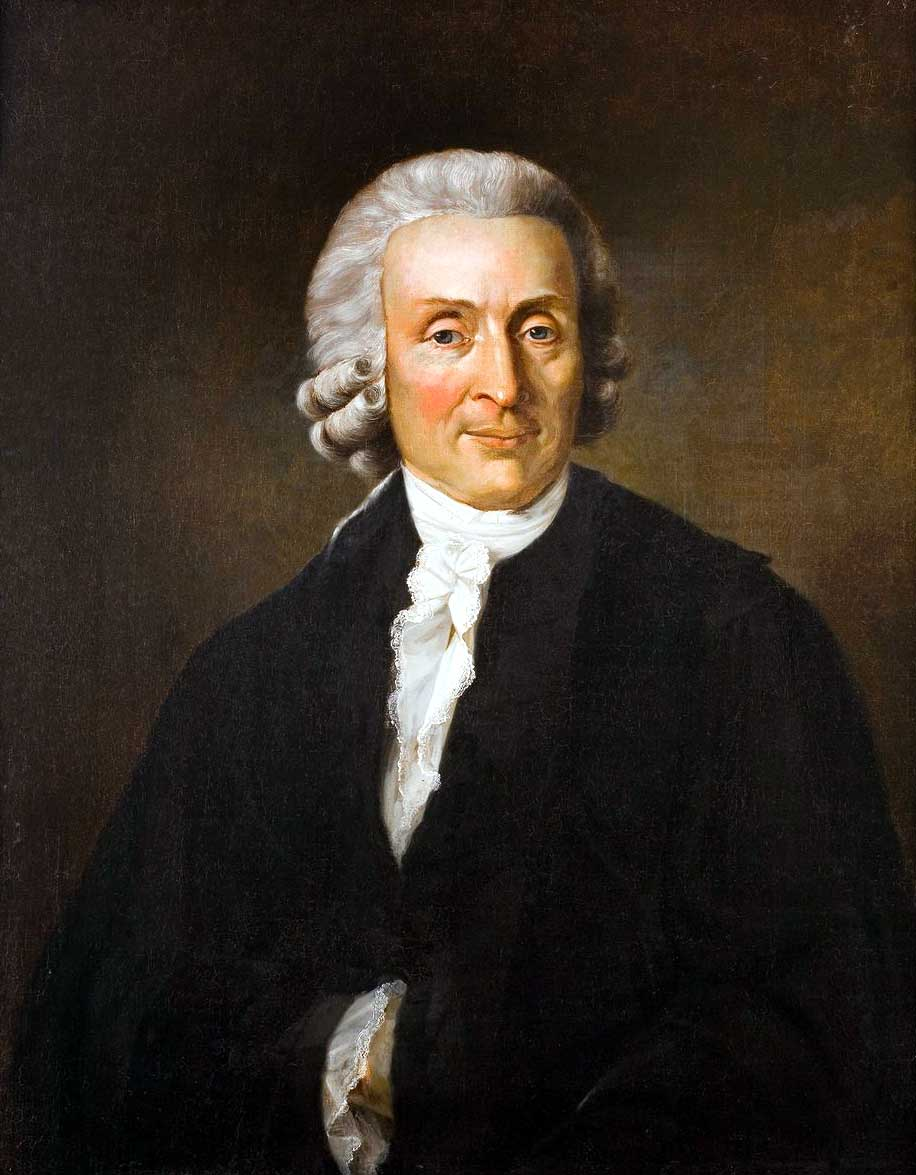
Friedrich Wilhelm Pestel

Friedrich Wilhelm Pestel (auch Frederik Willem; auch von Pestel; * 7. Januar 1724 in Rinteln; † 16. Oktober 1805 in Leiden) war ein deutscher Rechtswissenschaftler.

## Leben
Pestel stammte aus einer Familie, die aus England während der Protestantenverfolgung unter Königin Maria nach Deutschland floh. Viele der Familienmitglieder wurden später Juristen. Bereits sein Urgroßvater David Pestel (1603–1684) war Professor des Lehnrechts (Feudalrecht) und des Codex in Rinteln. Auch sein Vater Friedrich Ulrich Pestel (1691–1764) war Professor der Ethik und der Rechte an der Universität Rinteln. Seine Mutter war Elisabeth Helene Pestel, geb. Lenderking (* 1698 in Rinteln; † 20. Dezember 1751 ebenda) war die Tochter des Rintelner Bürgermeisters Ludoph Wilhelm Lederking.
1739 begann Pestel ein Studium an der Universität Rinteln und wechselte später an die Universität Göttingen. Zurückgekehrt nach Rinteln wurde er 1745 mit der Abhandlung de successione inter conjuges ab intestanto (Rinteln 1745) Lizentiat der Rechte. 1747 wurde ihm in Rinteln die Professur für Ethik übertragen und – nachdem er 1748  zum Doktor der Rechte promoviert worden war – wurde er im selben Jahr ordentlicher Professor der Rechte in Rinteln und ein Spezialkollege seines Vaters.
Nachdem er 1762 zum Regierungsrat ernannt worden war, wurde er 1763 zum Professor des Natur- und Staatsrechts an der Universität Leiden berufen. In den Jahren 1765/66, 1777/78 und 1788/89 war er  Rektor dieser Alma Mater. 1792 wurde er in Anerkennung seiner Verdienste um die Jurisprudenz im Reich durch Kaiser Franz in Wien in den erblichen Adelstand erhoben. 1789 wurde er in die American Academy of Arts and Sciences gewählt.
Aus politischen Gründen, weil er sich auf die Seite der Anhänger des Erbstatthalters von Oranien in den Auseinandersetzungen der Batavischen Republik gestellt hatte, wurde Pestel am 8. August 1795 unter Beibehaltung seines Professorensalärs von 3000 Gulden aus seinem Dienstverhältnis entlassen. Er kehrte zurück nach Deutschland, wo er in Celle bei seinem Onkel, dem Oberappellationsrat Justin Ferdinand Friedrich Petzel, lebte. Nachdem sich die Unruhen gelegt hatten, wurde seine Professur am 6. Februar 1802 wieder neu eingerichtet, und Pestel kehrte 1803 nach Leiden zurück.

## Werke
- Diss. de Candore. Rinteln 1740 (Online)
- Diss. de cauta applicatione paroemiae: fidem frangenti fides frangatur eidem. Rinteln 1742
- Diss. Inaug. Sistens Theses de sucessione inter Conjuges ab intestato Rinteln 1745 erschien auch unter dem Titel Disquisitio juris Germ. De fucc. Inter conjuges ab intest. Rinteln 1745
- Prog. Animadverss. Quaedam ad C. Taciti Germaniam. Rinteln 1747 (Online)
- Elementa juris publ. universalis. 1748–1752
- Prog. De natura legis actionum. Rinteln 1748
- Prog. De causis exitus felicis belli injusti. Rinteln 1748
- Prog. In quo pecuniam, qua feudum emtum est, in commune conferri debere, asseritur. Rinteln 1749
- Prog. De charactere verae virtutis. Rinteln 1750
- Prog. De modo computandi prorogationem dierum fatalium. Rinteln 1750
- Diss. ad edictum Carbonianum. Rinteln 1751
- De limitibus imperii eminentis. Rinteln 1751
- Quaestiones juris publici de Homagio. Rinteln 1752
- Commentatio ad tabulas immunitatum academicarum, quas a Friderico V. Comite Palatino Rheni, S. R. I. Vicario, Ernestus, princeps & comes Schaumburgicus a. 1619 obtinuit. Rinteln 1752
- Prog. De domicilio orginis ad L. pen D. de Senatoribus. Rinteln 1752
- Diss. fons errorum de odio usurarum legitimo investigatus et obstructus. Rinteln 1753
- Progr. In quo jus criminalis universale delineatinem sistens. Rinteln 1753
- Justitia et benignitas legume Germanicarum erga peregrinos examinata. Rinteln 1755
- Disp. Explanationem juris clientelaris Schaumburgici de obligatione successoris feudalis ad solvendum aes alienum haereditarum. Rinteln 1755
- Prog. de justitia regnantium remunerante. Rinteln 1756
- Prolegomenta juris naturae et gentium. Lemgo 1756
- Diss. inaugur. De herede defuntum in debitis pecuniariis non simpliciter repraesentante. Lemgo 1757
- Prog. I. animadverss. Forenses de pretio permutationis numorum. Rinteln 1757
- Prog. De eo, quod inter jus et rationem belli interest. Rinteln 1758
- Diss. Principia jur. publ. universalis de re judiciaria constituenda delineate. Rinteln 1758
- Prog. De jure actoris et rei in causis civilibus aequali. Rinteln 1759
- Gedanken von der Rechtmäßigkeit der Reichsständischen Landposten und der Unerweislichkeit eines dieses ausschliessenden Fürstlich Taxischen Reichspostmonopolii. Rinteln 1759
- Diss. Selecta capita doctrinae de servitute commerciorum. Rinteln 1760
- Prog. De domino maris mediterranei Romanis temere adscripto. Rinteln 1760
- Diss. Selecta ad illustrandum jus publici et privatum Lippiacum. Rinteln 1762
- Diss. De servitude commerciorum. Von der Handlungsfryheit und Dienstbarkeit. Leipzig 1763 (Online)
- Oratio aditialis de damnis ex neglectu juris publici in civitates redundantibus. Leiden 1763
- Oratio de studio boni communis lege civitatum prima. Leiden 1766
- Fundamenta jurisprudentiae naturalis delineate in usum auditorium. Leiden 1772 (Online), 1774, Utrecht 1776, Leiden 1788, Leiden 1806, französisch: Les Fondemens de la Prudence naturelle. Utrecht 1774 (Online), niederländisch Utrecht 1783
- Oratio de literarum studiis florentibus pro eo, quo a populorum rectoribus cohonorantur, pretio. Leiden 1775
- Oratio de differentiis praecipuis in veteri ac recentiori gentium Europaearum politica. Leiden 1778
- Commentarii de republica Batava. Leiden 1782 (Online), deutsch von Johann August Mebes: Des Herrn Professor Friedrich Wilhelm Pestel vollständige Nachrichten von der Republik Holland : aus authentischen Quellen gesammlet. Berlin 1784 (Online)
- Brevis expositio reipublicae Batavae, in usum auditorum. Leiden 1789
- Oratio de functibus, qui ex jurisprudential perfectori ad populos Europaeos seculo XVIII pervenerunt. Leiden 1789
- Diss. De praesidiis libertatis publicae. Leiden 1789 (Online)
- Selecta capita juris gentium maritime. Leiden 1789